# 17939 Shanethread
17939 Shanethread este o planetă minoră (asteroid), cu un diametru de 5,109 km, din centura de asteroizi. A fost descoperită pe 16 aprilie 1999 la Magdalena Ridge Observatory⁠(d) de Lincoln Near-Earth Asteroid Research. 
Obiectul prezintă o orbită caracterizată de o semiaxă mare de 2,234596 UAi, o excentricitate de 0,13, o înclinație de 9,5569 ° în raport cu ecliptica.